# Kriti Sanon
Kriti Sanon (New Delhi, 27 juli 1990) is een Indiaas actrice die voornamelijk in Hindi films speelt.

## Biografie
Sanon is afstudeerd als ingenieur Elektronica en Communicatietechnologie. Ze verhuisde na haar studie naar Mumbai om als actrice te gaan werken. In 2014 maakte ze haar debuut in de Telugu filmindustrie met Nenokkadine en in datzelfde jaar in Bollywood met Heropanti. Het acteerwerk bleek voor Sanon positief uit te pakken.

## Filmografie
| Jaar | Film                             | Rol                         | Opmerking                       |
| ---- | -------------------------------- | --------------------------- | ------------------------------- |
| 2014 | Nenokkadine                      | Sameera                     | Telugu film                     |
| 2014 | Heropanti                        | Dimpy                       |                                 |
| 2015 | Dohchay                          | Meera                       | Telugu film                     |
| 2015 | Dilwale                          | Ishita Malik                |                                 |
| 2017 | Raabta                           | Saira Singh/ Saiba          |                                 |
| 2017 | Bareilly Ki Barfi                | Bitti Mishra                |                                 |
| 2018 | Stree                            |                             | in nummer "Aao Kabhi Haveli Pe" |
| 2019 | Luka Chuppi                      | Rashmi Trivedi              |                                 |
| 2019 | Kalank                           |                             | in nummer "Aira Gaira"          |
| 2019 | Arjun Patiala                    | Ritu Randhawa               |                                 |
| 2019 | Housefull 4                      | Rajkumari Madhu/ Kriti      |                                 |
| 2019 | Panipat                          | Parvati Bai                 |                                 |
| 2019 | Pati Patni Aur Woh               | Neha Khanna                 | gastoptreden                    |
| 2020 | Angrezi Medium                   |                             | in nummer "Kudi Nu Nachne De"   |
| 2021 | Mimi                             | Mimi Mansingh Rathore       |                                 |
| 2021 | Hum Do Hamare Do                 | Aanya Mehra                 |                                 |
| 2022 | Bachchhan Paandey                | Myra Devekar                |                                 |
| 2022 | Heropanti 2                      |                             | in nummer "Whistle Baja 2.0"    |
| 2022 | Bhediya                          | Anika Mittal                |                                 |
| 2023 | Shehzada                         | Samara                      |                                 |
| 2023 | Adipurush                        | Janaki                      |                                 |
| 2023 | Ganapath                         | Jassi                       |                                 |
| 2024 | Teri Baaton Mein Aisa Uljha Jiya | SIFRA                       |                                 |
| 2024 | Crew                             | Divya Rana                  |                                 |
| 2024 | Do Patti                         | Saumya Sood/ Shailee Pundir | ook producent                   |